# Ternate (Moluki)
Ternate (indonez. Pulau Ternate), także Tarnate – wyspa w Indonezji na Morzu Moluckim w archipelagu Moluków na zachód od Halmahery i na północ od Tidore; powierzchnia 101,57 km², ok. 207 tys. mieszkańców (2016). Wraz z kilkoma mniejszymi wyspami (m.in. Moti, Mayau) tworzy okręg miejski (kota) Kota Ternate o powierzchni lądowej 162,03 km². 
Powierzchnia górzysta, w centrum wyspy wulkan Gamalama (1715 m n.p.m.), dwa jeziora Tolire. Uprawa ryżu, kukurydzy, palmy kokosowej, kawowca, pieprzu; rybołówstwo; eksploatacja lasów (gł. rattan i heban). 
Administracyjnie należy do prowincji Moluki Północne. Jest to główny ośrodek polityczny i ekonomiczny północnych Moluków.
Większość mieszkańców północnej części wyspy to osoby z ludu Ternate. Południową część wyspy zamieszkuje głównie ludność napływowa. W użyciu są dwa miejscowe języki: lokalny malajski (język miasta Ternate) oraz język ternate (przeważający na terenach wiejskich). Do migrantów na wyspie Ternate należą m.in. inne grupy ludności z Moluków (Tobelo z Halmahery, Ambończycy), ludność Manado i Sangir (z prowincji Celebes Północny) oraz Jawajczycy.

## Historia
Pierwotna nazwa wyspy to Tarinate. W języku ternate zamiennie występują formy Tarnate i Ternate, natomiast w języku indonezyjskim używa się nazwy Ternate.
Mimo niewielkich rozmiarów wyspa zawsze była jedną z najważniejszych na Molukach, głównie ze względu na występujące obficie przyprawy korzenne. Rdzenna ludność wyspy wyznaje islam. Pierwsi osadnicy pojawili się tu nie wcześniej niż w poł. XIII w., ale już wcześniej wyspy Ternate i Tidore musiały być odwiedzane przez kupców (m.in. jawajskich, bugijskich i chińskich). W XIV w. wyspa Ternate stała się centrum silnego sułtanatu. W 1512 r. odkryta przez Portugalczyków, którzy w 1522 r. zbudowali tu fort, ale w 1574 r. zostali wyrzuceni z wyspy w wyniku buntu krajowców. Następnie zaczęli tu przybywać Anglicy (od 1579 r.), Hiszpanie (od 1606 r.) i wreszcie Holendrzy (od 1607 r.), którzy opanowali wyspę (ostatnia rebelia stłumiona w 1683 r.). Od zakończenia II wojny światowej należy do Indonezji.

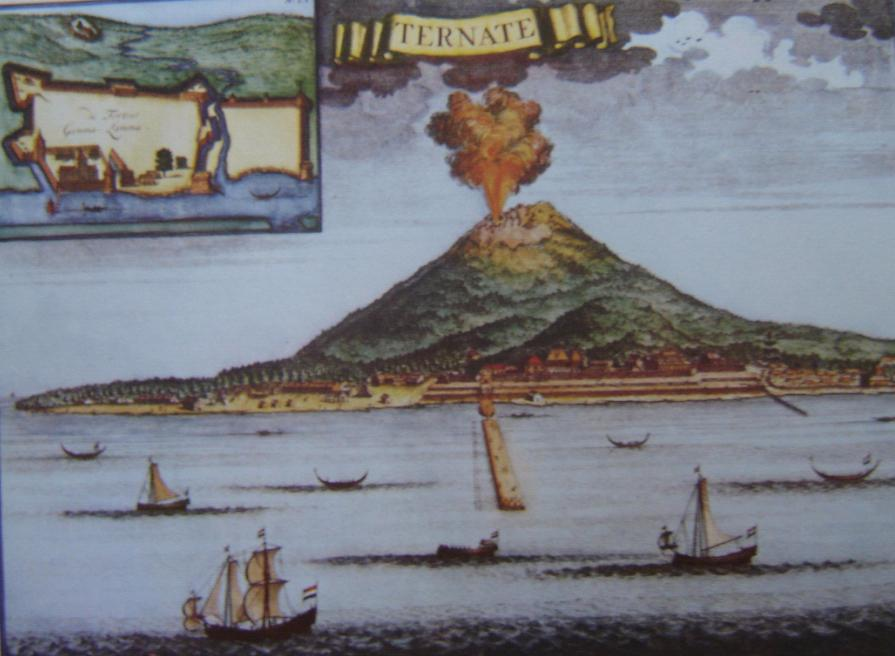
Rysunek nieznanego artysty z 1720 roku przedstawiający wyspę i zbudowany na niej fort